# Pomnik żołnierzy radzieckich w Wilnie
Pomnik żołnierzy radzieckich w Wilnie – zespół pomnikowy w obrębie Cmentarza Antokolskiego, poświęcony pamięci żołnierzy radzieckich, którzy zginęli w bitwie o Wilno przeciwko III Rzeszy, w lipcu 1944. 
Pomnik został wzniesiony na masowej mogile, w której pochowanych zostało 2906 żołnierzy 3. Frontu Białoruskiego, zabitych w czasie walk o Wilno i 86 radzieckich partyzantów. W wydzielonej części zespołu pomnikowego w późniejszych latach chowani byli litewscy działacze komunistyczni. Cały kompleks zajmował powierzchnię dwóch hektarów. W 2022 r. figury żołnierzy, usytuowane w najwyższej części kompleksu pomnikowego, zostały usunięte.

## Architektura pomnika
Wejście na teren kompleksu wyznaczają cztery głazy. Na dwóch z nich umieszczono daty początku i końca działań wojennych na terytorium Litwy: 1941–1945. W dalszej części uformowanych zostało sześć tarasów, na których znajdują się kolejne wspólne groby żołnierzy i partyzantów. Na poziomie tarasów od trzeciego do piątego znajdują się tablice pamiątkowe z granitu, na których wypisane zostały imiona i nazwiska pochowanych w danym miejscu osób. Na szóstym tarasie, na podwyższeniu z granitu i brązu, płonie wieczny ogień. Za nim wznosiło się sześć geometrycznie wyrzeźbionych figur żołnierzy, dołączonych do powstałego wcześniej pomnika w 1984. Miały one wysokość 6,20 metrów. 
Osobną część pomnika stanowił obszar wydzielony dla pogrzebów litewskich Bohaterów Związku Radzieckiego oraz innych działaczy Komunistycznej Partii Litwy. 

## Historia
Pierwotnie zabici i zmarli przy zdobywaniu Wilna żołnierze Armii Czerwonej byli chowani w dwóch miejscach Cmentarza Antokolskiego: przy jego bramie głównej oraz na terenie obecnego pomnika. Koncepcja wzniesienia obszernego zespołu architektonicznego pojawiła się w 1951, zaś autorami jego projektu byli Lew Kazarinski i Anatolij Kołosow. W trakcie prac budowlanych na teren przyszłego pomnika zwożono ekshumowane ciała żołnierzy radzieckich także z innych cmentarzy w okolicach Wilna. Pierwotnie najważniejszy punkt konstrukcji stanowił granitowy obelisk, zastąpiony w 1984 sześcioma postaciami żołnierzy. Odsłonięcia pomnika miało miejsce 9 maja 1951, kiedy zapalono wieczny ogień. W założeniach na terenie pomnika miały znaleźć się wszystkie szczątki radzieckich uczestników walk o Wileńszczyznę, toteż były one przywożone na teren kompleksu jeszcze w latach 1954–1955 i na początku lat 80. XX wieku.
W 2022 r. władze Wilna zdecydowały o usunięciu sześciu figur żołnierzy znajdujących się w najwyższym punkcie pomnikowego wzgórza. Rozbiórka tego elementu kompleksu została ukończona 9 grudnia 2022 r.; figury być może znajdą się docelowo w Litewskim Muzeum Narodowym. Zbiorowe mogiły i tablice pamiątkowe pozostaną natomiast w dotychczasowym miejscu. 

## Galeria

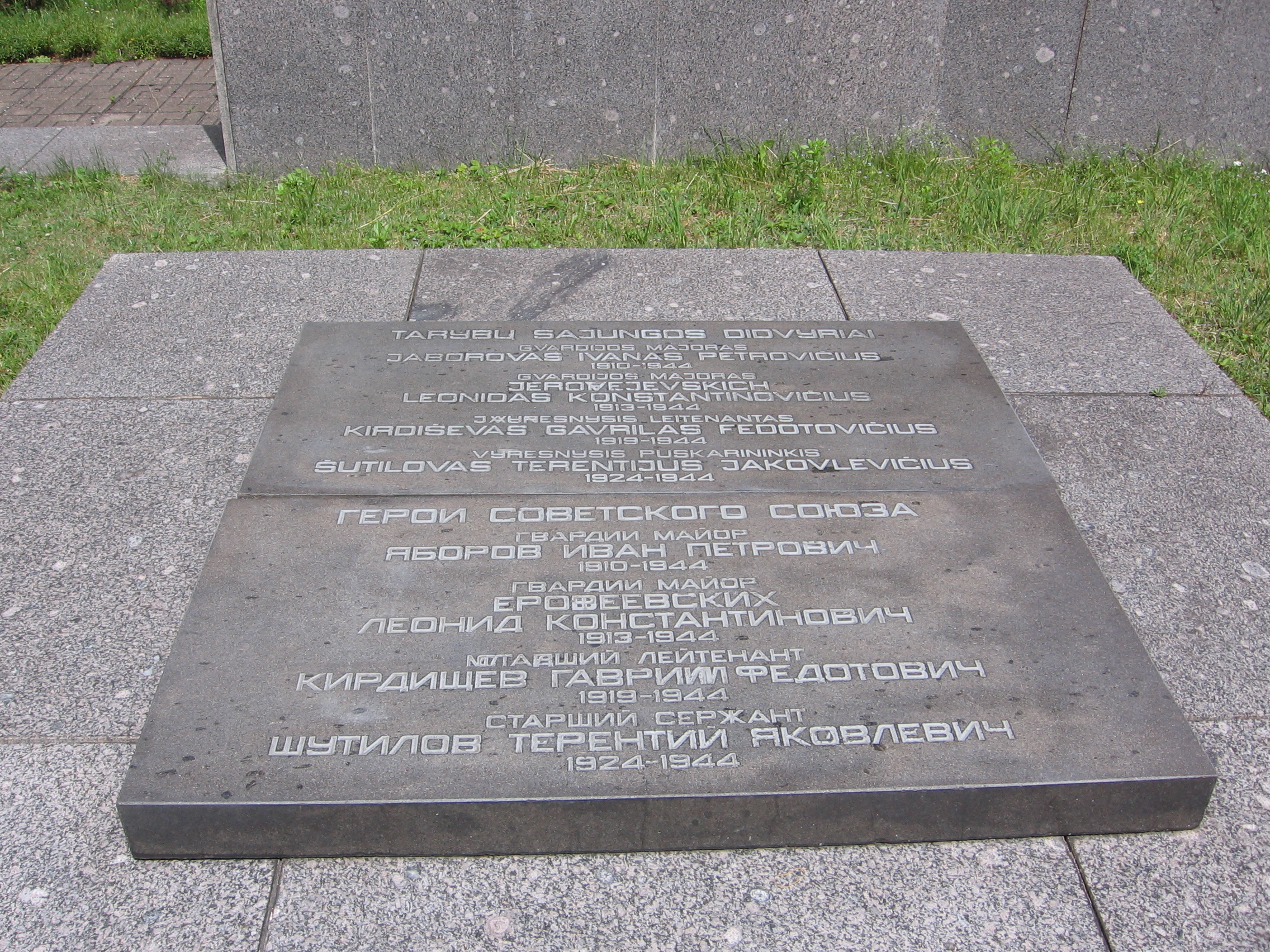
Tablica pamiątkowa poświęcona żołnierzom radzieckim